# Donacoscaptes relovae
Donacoscaptes relovae là một loài bướm đêm trong họ Crambidae.